# Pumuckl
Pumuckl é uma série de origem alemã, cujo personagem principal é o duende Pumuckl, feito em animação, que contracena com atores.
No Brasil, foi exibida pela extinta TV Manchete.